# Diocesi di Periteorio
La diocesi di Periteorio (in latino Dioecesis Peritheoriensis) è una sede soppressa e sede titolare della Chiesa cattolica.

## Storia
Periteorio, identificabile con le rovine nel territorio di Amaxades (in epoca ottomana: Buru Kale), 17 km. a est di Xanthi, è un'antica sede vescovile della provincia romana di Rodope nella diocesi civile di Tracia. Faceva parte del patriarcato di Costantinopoli ed era suffraganea dell'arcidiocesi di Traianopoli.
Alcuni studi in passato hanno identificato la sede di Periteorio con quella di Anastasiopoli, che sarebbe stato il nome primitivo della città, prima di assumere quello di Periteorio nel IX secolo. Questa tesi è oggi controversa e dibattuta.
Periteorio è menzionata per la prima volta nella Notitia Episcopatuum redatta dall'imperatore bizantino Leone VI (886-912). Unici vescovi noti di Periteorio, nel primo millennio cristiano, sono: Giacomo, che prese parte al Concilio di Costantinopoli dell'879-880 che riabilitò il patriarca Fozio di Costantinopoli; e un anonimo, menzionato nel 1032.
In seguito la sede è menzionata nelle altre Notitiae Episcopatuum del patriarcato fino agli inizi del XV secolo; nel corso nel XIV secolo fu elevata al rango di metropolia. Di questo periodo sono noti altri 3 o 4 vescovi; eccetto Giovanni Kondumne, gli altri avevano il titolo di metropoliti.
Dopo l'occupazione ottomana della regione, la metropolia di Periteorio fu soppressa e unita a quella di Xante. Ancora oggi è una metropolia del patriarcato di Costantinopoli, con il nome di metropolia di Xanthi e Periteorio, pastoralmente affidata alle cure della Chiesa di Grecia.
Dal 1933 Periteorio è annoverata tra le sedi vescovili titolari della Chiesa cattolica; la sede finora non è mai stata assegnata.

## Cronotassi dei vescovi greci
- Giacomo † (menzionato nell'879)
- Anonimo † (menzionato nel 1032)
- Giovanni Kondumne † (? - circa 1260/61 eletto metropolita di Traianopoli)[7]
- Giovanni ? † (menzionato nel 1285)[8]
- Doroteo † (1355 - novembre 1381 deposto)[9]
- Teofane † (1381 - ?)[10]